# Краснолицая кустарниковая кукушка
Краснолицая кустарниковая кукушка (лат. Phaenicophaeus pyrrhocephalus) — вид птиц семейства кукушковых. Подвидов не выделяют. Эндемик Шри-Ланки.

## Описание
Эта птица достигает длины 46 см. У неё тяжелый клюв. Спина тёмно-зелёная, а верхняя часть хвоста зелёная с белой каймой. Брюхо белое, подхвостье белое с чёрной полосой. Макушка и горло чёрные, а нижняя часть лица белая. Вокруг глаза большое красное пятно, клюв зеленый. Хвост длинный, ступенчатый, лапы серо-голубые или синевато-зелёные. Самец и самка похожи, только молодые птицы окрашены темнее.

## Распространение
Средой обитания птиц являются густые леса, где их очень трудно увидеть, несмотря на их размер и окраску.

## Питание
Питание состоит из ягод, насекомых, гусениц и мелких беспозвоночных и позвоночных, таких как ящерицы.

## Размножение
Существует два периода гнездования. Первый — между январём и апрелем, второй — между августом и сентябрём. 
Место для гнезда — плотное основание из ветвей длиной от 15 до 20 сантиметров. Само гнездо имеет форму чаши с листьями. В кладке от 2-х до 3-х белых яиц. В выращивании птенцов участвуют обе родительские птицы.
В отличие от большинства кукушек, это тихий вид, издающий только странное мягкое ворчание.